# Mardin (tartomány)
Mardin tartomány Törökország délkeleti részén található, Szíriával határos. A tartományi székhely, Mardin a hegyoldalban elterülő fehér házairól híres.
Mardin tartományban található az a Nusaybin nevű határváros, ahol kb. 300 magyar származású muszlim él.

## Ilcséi

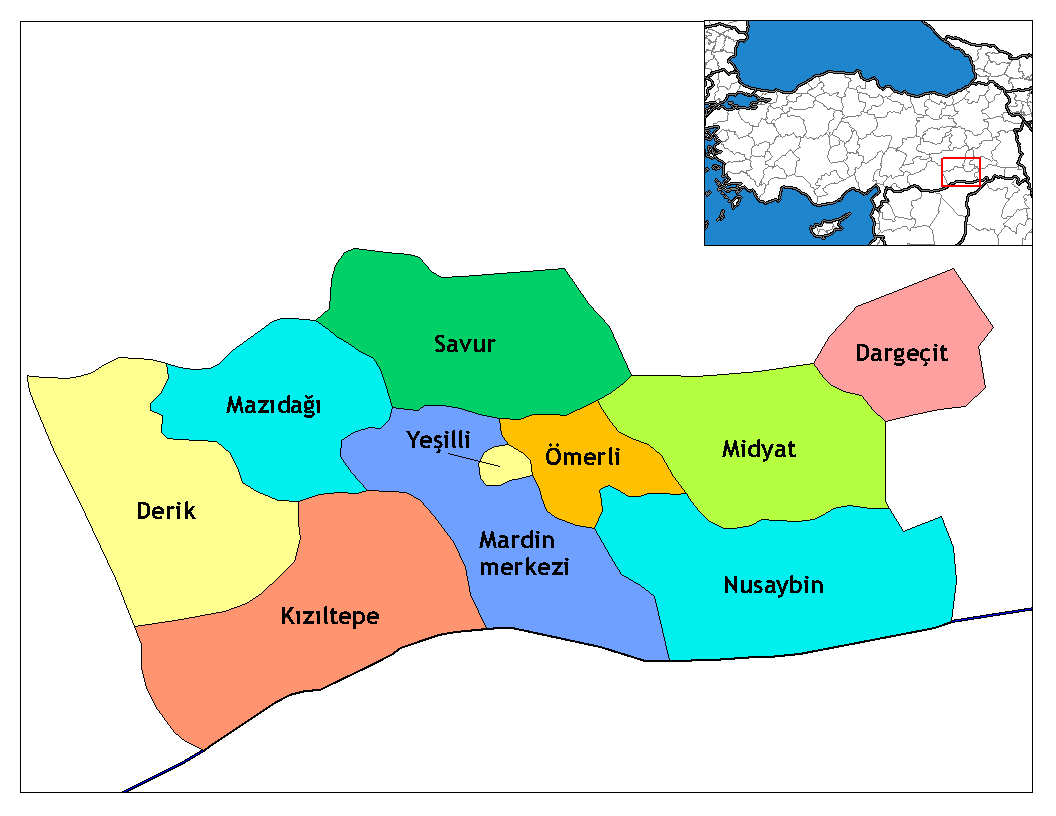
Mardin ilcséi

- Dargeçit
- Derik
- Kızıltepe
- Mardin
- Mazıdağı
- Midyat
- Nusaybin
- Ömerli
- Savur
- Yeşilli

## Lásd még
- nusaybini magyar muszlimok

## Külső hivatkozások
- Képek